# Confédération Française Démocratique du Travail
Confédération Française Démocratique du Travail (CFDT) är den största av de fackliga centralorganisationerna i Frankrike. Den bildades 1964 då en majoritet av medlemmarna i kristna fackförbundet Confédération française des travailleurs chrétiens (CFTC) bestämde sig för att bilda en sekulariserad fackförening. Minoriteten behöll namnet CFTC.
Generalsekreterare i CFDT är sedan 2002 François Chérèque.
Några kända medlemmar är Eugène Descamps, Jacques Chérèque, Edmond Maire, Nicole Notat, François Chérèque och Pierre Rosanvallon.